# Petr Bezruč
Vladimír Vašek, cunoscut sub pseudonimul Petr Bezruč, (n. 15 septembrie 1867, Opava, Cisleithania – d. 17 februarie 1958, Olomouc, Cehoslovacia) a fost un poet ceh. 

## Opera
- 1899 - 1909: Cântece sileziene ("Slezské písně");
- 1930: Ordinul albastru ("Stužkonoska modrá");
- 1950: Noi suntem șase ("Je nás šest");
- 1957: Povestiri din viață ("Povídky ze života");
- 1958: Prietenilor și dușmanilor ("Přátelům a nepřátelům").